# Joppa zonata
Joppa zonata là một loài tò vò trong họ Ichneumonidae.